# Idazio
Idazio (in latino Hydatius; Limica, 400 circa – 469 circa) è stato un vescovo, storico e scrittore romano fu pastore di Aquae Flaviae (oggi Chaves), nella provincia romana di Gallaecia, e autore di una cronaca dei suoi tempi che è la migliore fonte per la storia della Hispania dell'epoca.

## Biografia
Nato a Limica, in Galizia, da bambino, durante un viaggio a Gerusalemme, conobbe Girolamo; nel 417 divenne un religioso, mentre nel 427 fu consacrato vescovo di Aquae Flaviae, la moderna Chaves in Portogallo.
Nel 431 fece parte della delegazione che si recò in Gallia da Flavio Ezio per chiedergli aiuto contro gli Svevi.

## Cronaca
Scrisse una Cronaca, storia degli eventi tra il 379 e il 468. La sua Cronaca si pone come continuazione di san Girolamo, proprio dall'anno 379. All'inizio, offre scarne informazioni ma dal 427 in poi, come testimone contemporaneo, il testo diventa sempre più completo fino a somigliare a un'opera storiografica organica. I suoi interessi si concentrano sull'impatto delle recenti invasioni e già nella sua prefazione si lamenta di come l'avvento dei barbari avesse portato al crollo delle frontiere romane.
In appendice ai manoscritti della Cronaca sono, poi, dei Fasti Consulares sugli anni 245–468 di dubbia paternità.
L'edizione standard è ancora quella pubblicata nel 1894 da Theodor Mommsen nel secondo dei suoi indispensabili volumi di Chronica Minora, anche se un'edizione di Alain Tranoy è stata pubblicata nel 1974 con una traduzione francese in un volume delle Sources Chrétiennes.